# Frisk
Frisk è una linea di caramelle prodotte dalla Frisk International e distribuite in tutto il mondo dalla Perfetti Van Melle. Si tratta di pastiglie di piccole dimensioni, contenute all'interno di un piccolo contenitore di plastica o di latta.

## Storia
Le Frisk sono state inventate nel 1986 da un imprenditore belga che in collaborazione con un'azienda farmaceutica sviluppò la formula di una mentina particolarmente forte e senza zucchero. Inizialmente il prodotto venne venduto esclusivamente nelle farmacie in Belgio, poi la commercializzazione si estese anche nei Paesi Bassi, in Canada ed in Giappone. Soprattutto in quest'ultimo paese le caramelle Frisk ottennero un notevole successo, al punto che nel 1996 divennero il primo prodotto di importazione ad ottenere il riconoscimento "Miglior prodotto alimentare dell'anno". Dal 1995 il marchio è stato rilevato dalla Perfetti Van Melle.

## Promozione
La campagna pubblicitaria più nota delle caramelle Frisk, lanciata nel 2005 e durata fino al 2013, è interamente realizzata con fumetti dal disegno particolarmente semplice. Seguendo lo slogan del prodotto Non temere di aprir bocca, gli spot girano intorno ad una gag ricorrente in cui il protagonista Dick doppiato da Pietro Ubaldi si lascia improvvisamente andare a commenti o esternazioni che, per quanto ovvi, spesso sono considerati socialmente sconvenienti. Uno degli spot più celebri vede Dick esclamare "sono finte!" nei confronti di una donna all'interno di un autobus, il cui movimento dei seni appare differente rispetto a quello delle altre donne; in un altro invece, invitato da una donna a entrare, esulta con "Siiiii! Ma vieni!"
Nel 2014 è arrivato un nuovo spot in cui un dipendente (Andrea La Greca), dopo aver mangiato una Frisk, osa contraddire il suo datore di lavoro (Luca Sandri) sull'andamento degli affari con un eloquente "Idiozia!", con in chiusura lo slogan pronunciato da Dick.

## Varianti
- Frisk Extra Strong: confezione nera
- Frisk Peppermint: confezione blu
- Frisk Euca Menthol: confezione verde scuro
- Frisk Orange Mint: confezione arancio
- Frisk Salmiak Violet: confezione viola
- Frisk Clorophyl: confezione Tiffany tendente al verde acquamarina
- Frisk Lime Mint: confezione verde chiaro
- Frisk Sweet Mint: confezione azzurra
- Frisk metal box 5x: confezione di metallo con pastiglie più grandi doppio strato (non troppo forti)
- Frisk metal box CleanBreath: confezione di metallo con pastiglie medie triplo strato (molto forti con gusto persistente)

## Nella cultura di massa
Nella trasmissione televisiva giapponese Downtown no Gaki no Tsukai ya Arahende!!, il comico Endō Shōzo propone spesso una gag in cui cucina un piatto, aggiungendo poi nella ricetta le caramelle Frisk, ottenendo quindi effetti disastrosi.